# Convention sociale démocrate
La convention sociale démocrate (CDS-Mogotiguiya) est un parti politique malien créé le 7 février 1996. Il est essentiellement implanté dans le Cercle de Bougouni. Son emblème est un cheval blanc sellé qui entame son galop sur un fond blanc et bleu clair.
Son président Blaise Sangaré s’est présenté aux élections présidentielles de 2002 et de 2007 où il a obtenu respectivement 2,21 % et 1,58 % des voix

## Résultats électoraux
| Année | Élection                           | Scores et observations         |
| 1997  | Élection présidentielle            |                                |
| 1997  | Élections législatives             |                                |
| 1998  | Élections communales               |                                |
| 1999  | Élections communales               |                                |
| 2002  | Élection présidentielle            | Blaise Sangaré 2,21 %          |
| 2002  | Élections législatives             | 4 députés (sur 147)            |
| 2004  | Élections communales               | environ 1 % des sièges         |
| 2007  | Élection des conseillers nationaux | 1 conseiller national (sur 75) |
| 2007  | Élection présidentielle            | Blaise Sangaré 1,58 %          |
| 2007  | Élections législatives             | pas d’élu                      |
| 2009  | Élections communales               | 92 conseillers                 |